# Ribeirão Arrudas
O ribeirão Arrudas é um curso de água que nasce no município de Contagem, desce por parte de Belo Horizonte até desaguar no rio das Velhas no município de Sabará. O ribeirão Arrudas é formado por vários córregos que nele desembocam ao longo do seu curso: Jatobá, Barreiro, Bonsucesso, Cercadinho, Piteiras, Leitão, Acaba-Mundo, Serra, Taquaril, Navio-baleia, Santa Terezinha, Ferrugem, Tijuco, Pastinho, etc, em um total de 19 afluentes. Juntos, o Ribeirão Arrudas e seus afluentes formam a Bacia do Ribeirão Arrudas, com 20.600 hectares, 208,47 km² e extensão de 47 km. 
A origem do nome do ribeirão se dá pelo leito do rio desaguar na antiga fazenda de Francisco Arrudas de Sá nas proximidades da região de General Carneiro. 

## Usos
O Ribeirão Arrudas cumpriu um papel importante na ocupação humana do território que veio a se tornar Belo Horizonte. A existência do ribeirão e de seus afluentes favorecia a presença humana. Com grande oferta de águas, a população indígena percorria e habitava a região, mesmo antes da colonização feita pelos brancos. Vestígios da ocupação indígena anterior ao século XVII foram encontrados, por exemplo, no Córrego do Cardoso, um dos afluentes do Arrudas.
A disponibilidade das águas favoreceu a instalação de fazendas, entre os séculos XVIII e XIX, por toda a extensão do Ribeirão Arrudas, foram os casos das Fazendas Embaúbas, da Gameleira, do Calafate, Palmital e Boa Vista. O curso d’água e seus afluentes possibilitaram a formação do Arraial do Curral Del Rei uma vez que serviam para o abastecimento de água, para a pesca, a lavagem de roupas, o descarte de dejetos e, até mesmo, para a diversão das crianças.
A relevância do ribeirão Arrudas para a formação do Arraial do Curral Del Rei pode ser notada na representação cartográfica daquela localidade produzida em 1894, por meio da Planta Cadastral do Arraial de Belo Horizonte – nome que o povoado recebeu a partir de 1890. Como se observa no mapa abaixo, o ribeirão, que está na parte alta da imagem e o córrego do Acaba Mundo, que contava o arraial, foram orientadores da instalação das casas, que buscaram manter uma distância do principal curso-d’água, buscando as partes mais altas e preservando-se de possíveis enchentes. A margem imediata do ribeirão era utilizada para o cultivo agrícola, como representado na planta, de forma a aproveitar as áreas de alagamento.

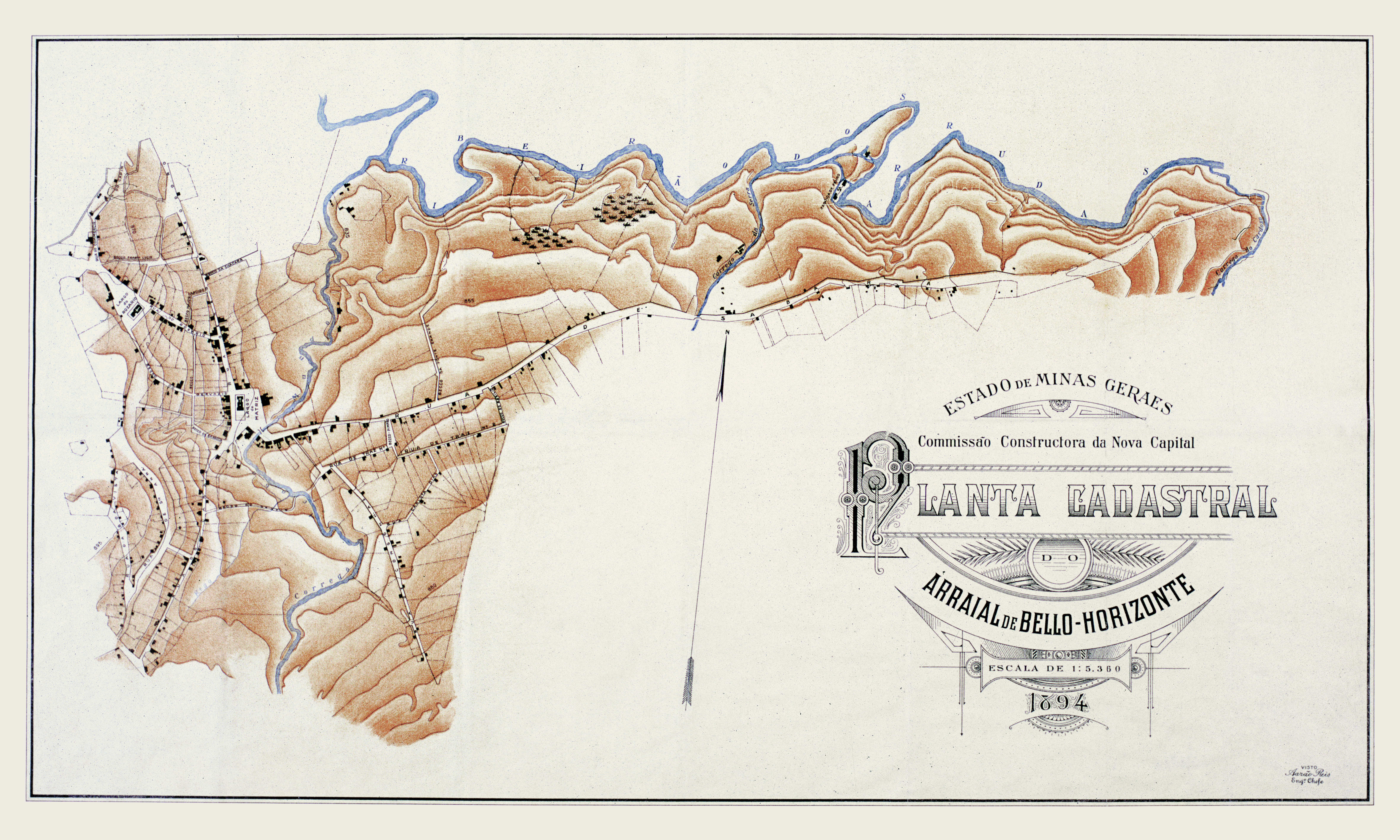
Planta cadastral do Arraial de Bello Horizonte, 1895. Acervo Museu Histórico Abílio Barreto

## O Arrudas e a construção da capital de Minas

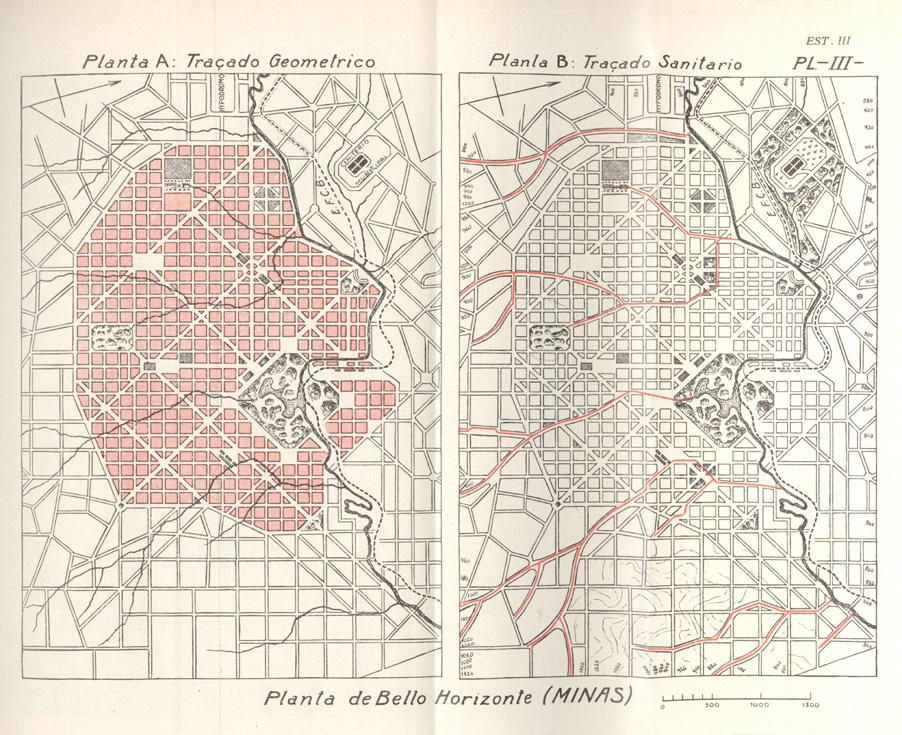
Comparação entre proposta de traçado de Belo Horizonte (BRITO 1914). “Planta A” com traçado geométrico proposto por Aarão Reis. “Planta B” com proposição do traçado sanitário elaborada por Saturnino de Brito. Fonte: Tochetto, Daniel; Ferraz, Célia. O urbanismo de Saturnino de Brito e as ressonâncias provocadas

No final do século XIX, foram realizados estudos de localidades para a construção de uma nova capital para o estado de Minas Gerais. Um dos pontos que contou a favor da escolha do antigo Arraial do Curral Del Rei, rebatizado de Belo Horizonte, foi a presença de águas correntes para abastecimento e saneamento básico dos futuros moradores. E o Ribeirão Arrudas se tornaria a corrente de água principal para essas funções.
A partir da escolha da localidade, foi instalada, em 1894, a Comissão Construtora da Nova Capital (CCNC) que foi responsável pelo planejamento das obras. Saturnino de Brito, engenheiro sanitarista, ficou responsável pelo saneamento, drenagem e canalização dos rios para a construção do plano de ruas ortogonais criado pelo engenheiro chefe da CCNC, Aarão Reis. Porém, os dois engenheiros tinham visões diferentes de como criar o plano da cidade. Saturnino defendia que se respeitasse o leito dos rios e não se sobrepusessem ruas ortogonais aos cursos d’água, o que implicaria na sua retificação. Já Aarão Reis tinha como ideia as ruas se cruzando em prejuízo dos leitos naturais, o que incluía o Ribeirão Arrudas, principal bacia da cidade. A ideia dos dois funcionários está em destaque na planta criada por cada um deles para expor suas ideias. A ideia do engenheiro chefe prevaleceu e as obras começaram a ser executadas.

## Intervenções

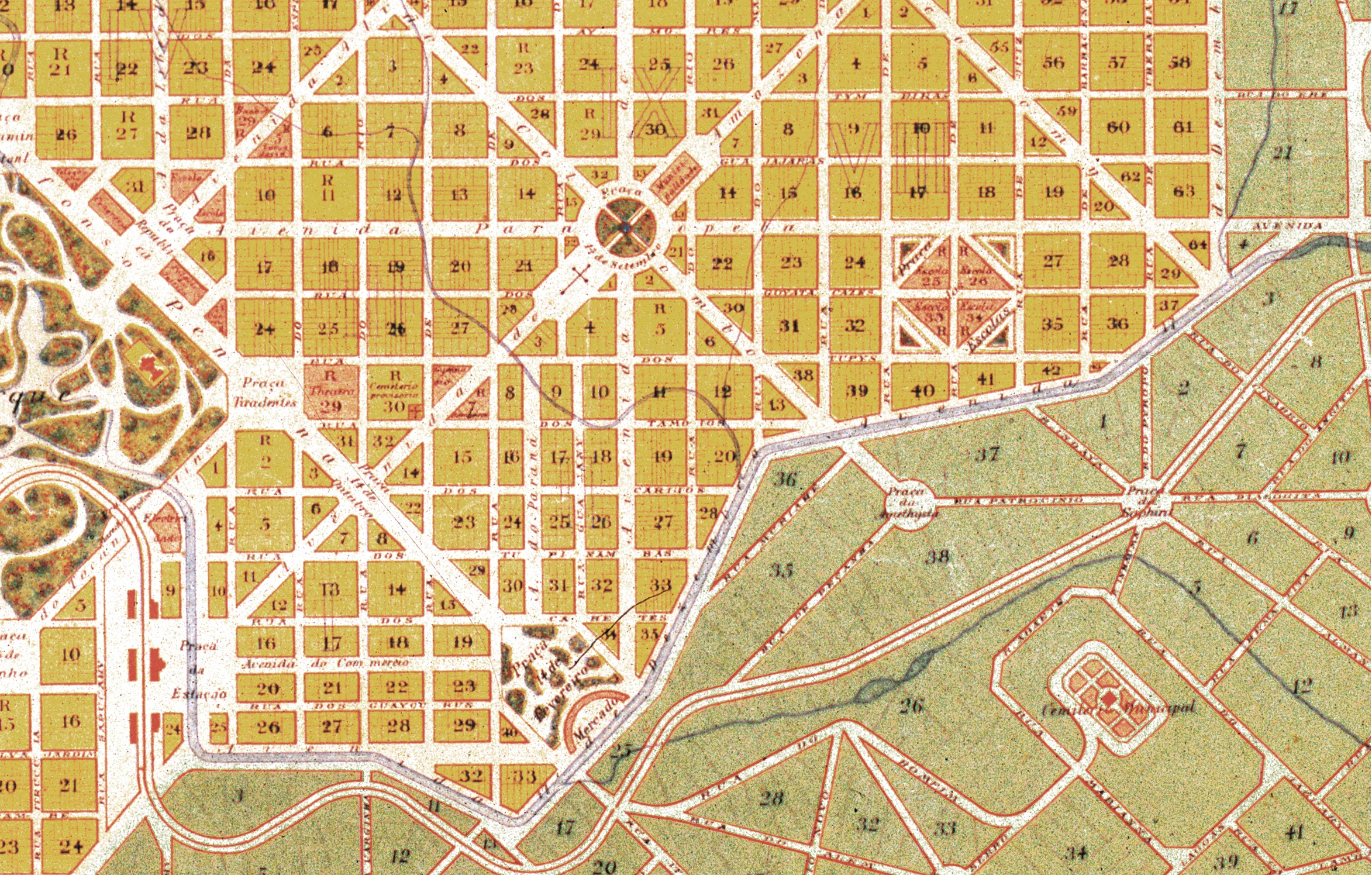
Planta Geral da Cidade de Minas, 1895 – detalhe da retificação prevista para o Ribeirão Arrudas. Acervo Museu Histórico Abílio Barreto

Mesmo antes da inauguração da nova capital de Minas, ao longo de 1896, foram realizadas as primeiras intervenções com a finalidade de retificar o Ribeirão Arrudas na área central da cidade. Naquele ano, o canal de água foi totalmente rebaixado para começar as obras de retificação do leito. Nesse momento, seguiam-se as previsões da planta elaborada pela Comissão Construtora da Nova Capital, como demonstra um detalhe da Planta Geral da cidade, abaixo, o curso d’água teve que se moldar de acordo com o plano geométrico da cidade.
As obras se estagnaram e voltaram à tona somente no governo do prefeito Flávio dos Santos, em 1922. Em seu mandato, Flávio começou a canalização de algumas áreas do Ribeirão Arrudas. Este processo está registrado nas imagens presentes no acervo iconográfico do Museu Histórico Abílio Barreto.
Para solucionar o problema da falta do devido saneamento e do mau odor que já atingia o Arrudas nos primeiros anos de Belo Horizonte, em 1927, foi projetada a construção de coletores de esgoto em todo o percurso do ribeirão antes de desaguar no Rio das Velhas para não comprometer a principal bacia hidrográfica do estado.

O prefeito Cristiano Machado, que governou Belo Horizonte de 1936 até 1939 continuou as obras de Flávio dos Santos, e estendeu a retificação aos principais afluentes do Ribeirão Arrudas, como o Córrego Acaba Mundo.

## O Arrudas e a questão da habitação

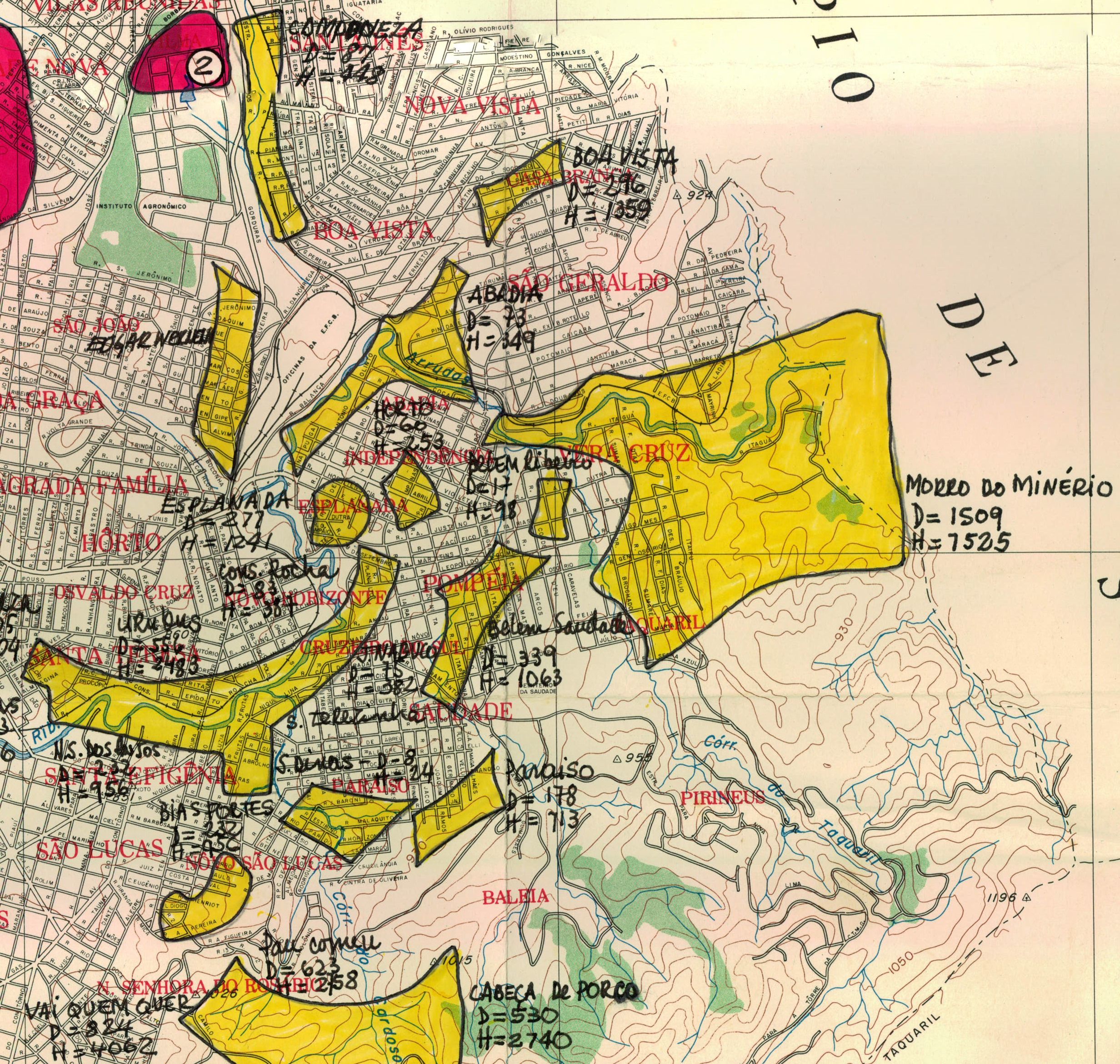
Mapa de favelas de belo Horizonte, década de 1970 - detalhe de favelas às margens do Ribeirão Arrudas. Acervo Arquivo Público da Cidade de Belo Horizonte

A década de 1950 foi marcada pela explosão demográfica de Belo Horizonte, impulsionada pela grande migração para a cidade, sua população quase duplicou, passando de 360.313 habitantes para 683.908. Um contexto associado ao estabelecimento de várias favelas na cidade, com destaque para algumas delas criadas às margens do Ribeirão Arrudas, como a Vila dos Marmiteiros, uma referência à presença dos trabalhadores da construção civil – também chamados marmiteiros – e a Vila dos Urubus, situada próxima a um matadouro e frigorífico da cidade.
Os anos 1970 marcaram a retomada das intervenções no Ribeirão Arrudas, com obras de canalização, retificação do curso d’água para além do perímetro urbano original da capital mineira, delimitado pela Avenida do Contorno. Com o apoio da Coordenação para Habitação de Interesse Social de Belo Horizonte – CHISBEL, órgão municipal responsável pelo despejo da população habitante das favelas às margens do Arrudas, milhares de pessoas foram desalojadas, entre os anos 1970 e 1980, para dar lugar a vias de trânsito rápido, a exemplo da Via Expressa, da Avenida Tereza Cristina e da Avenida dos Andradas, que conectaram Belo Horizonte, no sentido leste-oeste, aos municípios vizinhos.
Foi no contexto das obras de canalização da Ribeirão Arrudas que a cidade vivenciou a mais impactante enchente de seu principal curso d’água no ano de 1979. Tal ocorrido contribuiu para a aceleração da remoção dos moradores das margens, intensificando a política de despejo da CHISBEL, a qual atingiu mais de 24 mil pessoas apenas naquele ano em Belo Horizonte.
A passagem dos anos 1970 para os anos 1980 registraria outras enchentes do Ribeirão Arrudas, como documentou a fotógrafa Mana Coelho, por meio de acervo de fotos integrantes do acervo do Museu Histórico Abílio Barreto.

## História recente
Em 2005, novas obras foram feitas no Ribeirão Arrudas, como parte do Projeto Linha Verde, criado em 2005 pelo governo do estado de Minas Gerais. Essa iniciativa foi realizada com a intenção de conectar o centro da capital mineira ao Aeroporto Internacional Tancredo Neves. Para realizar a obra mais processos de desfavelamento foram realizados, em especial ao longo da Avenida Cristiano Machado. Cerca de 900 famílias das vilas São Paulo/Modelo, São Miguel/Vietnã, Maria Virgínia e Suzana se mudaram devido a construção da estrada.
Juntamente com essas intervenções, houve a construção do Boulevard Arrudas, finalizada em 2007. A função do boulevar foi tamponar parte do ribeirão para criar mais uma faixa de trânsito exclusiva aos ônibus metropolitanos.
Atualmente, há obras realizadas em afluentes do Ribeirão Arrudas, como nos córregos Olaria e Jatobá. A Superintendência de Desenvolvimento da Capital (SUDECAP) fez as intervenções para mitigar as cheias e diminuir a vazão de água que recebe o Arrudas. A prefeitura disponibilizou um orçamento de 18 milhões de reais para as obras na região. 
Apesar de a maioria das nascentes que formam esse importante tributário do rio das Velhas ainda serem limpas, quase todo o esgoto produzido em Contagem e em Belo Horizonte é despejado sem tratamento no Arrudas, o que compromete também as bacias do rio das Velhas e do rio São Francisco. A ocupação desordenada de Contagem e de Belo Horizonte e mais tarde a construção de avenidas para descongestionar o trânsito de Belo Horizonte suprimiram o verde que havia nas margens do Arrudas, contribuindo para o aumento da temperatura na capital. Além disso, o concretamento de seu leito somado à impermeabilização crescente do solo da cidade tem causado nos últimos anos enchentes cada vez mais destrutivas ao longo das bacias do Arrudas e do Rio das Velhas. A construção recente de bulevar]s, como tentativa dos governantes de resolver os problemas de trânsito de Belo Horizonte cobriu completamente o ribeirão, alterando significativamente a paisagem da cidade.[carece de fontes?]

## Ver também

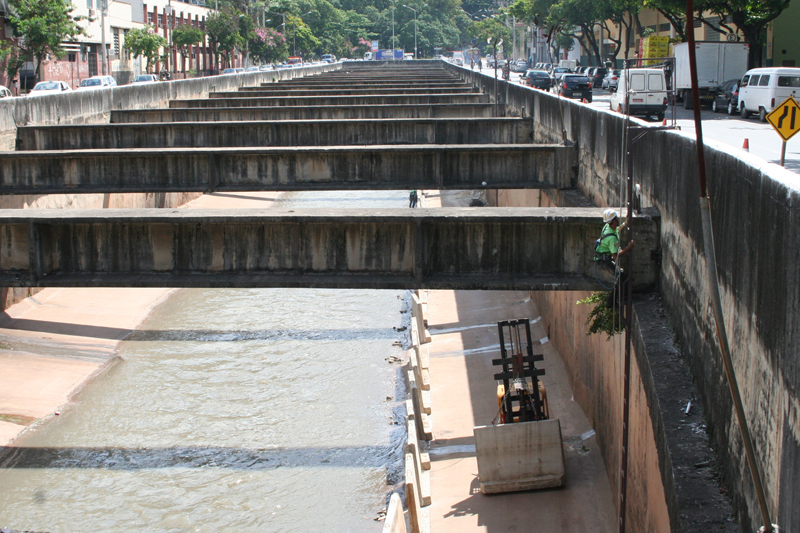
Obras no ribeirão Arrudas
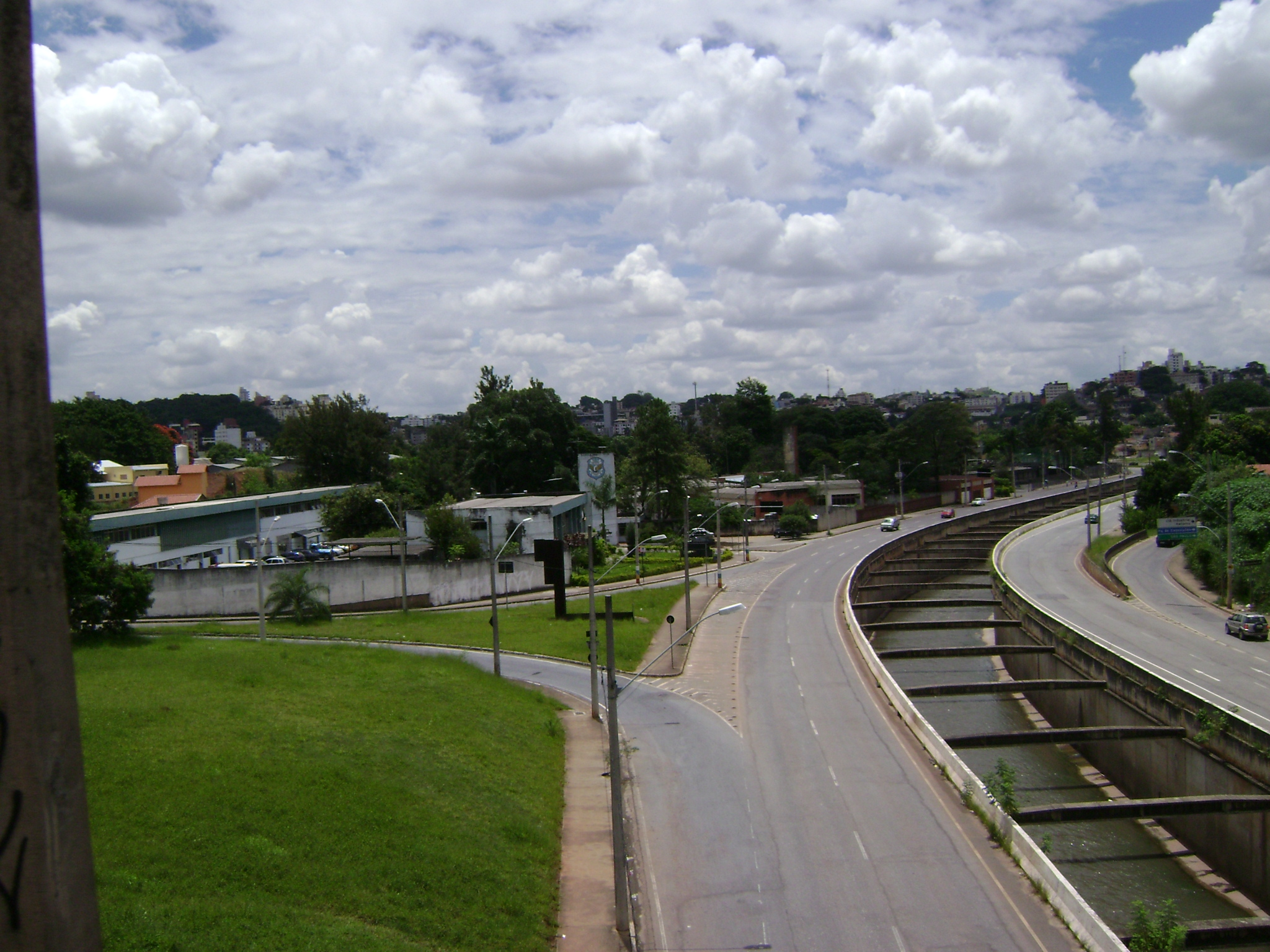
Ribeirão visto da avenida Amazonas
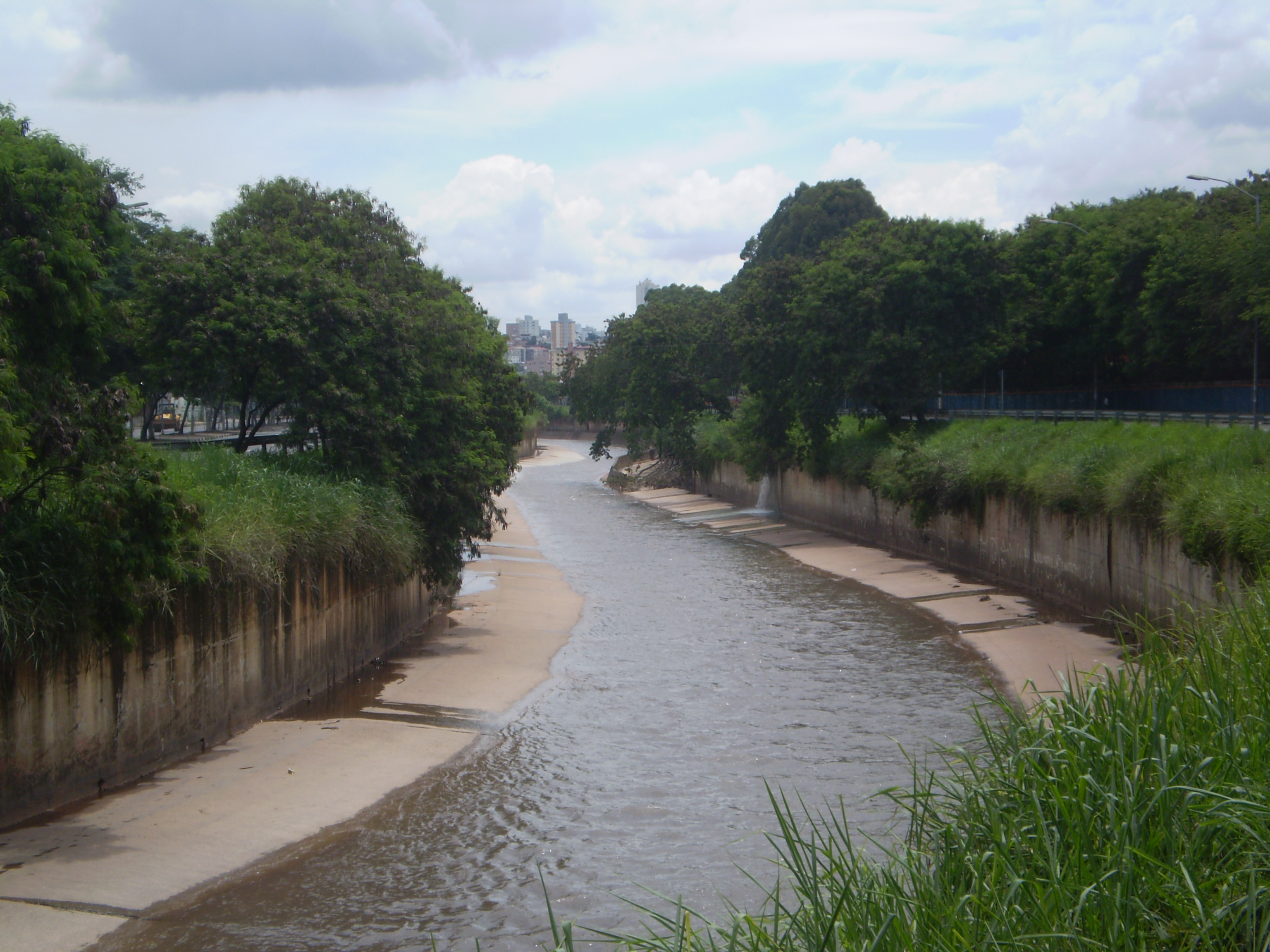
Ribeirão Arrudas entre os bairros São Geraldo e Esplanada
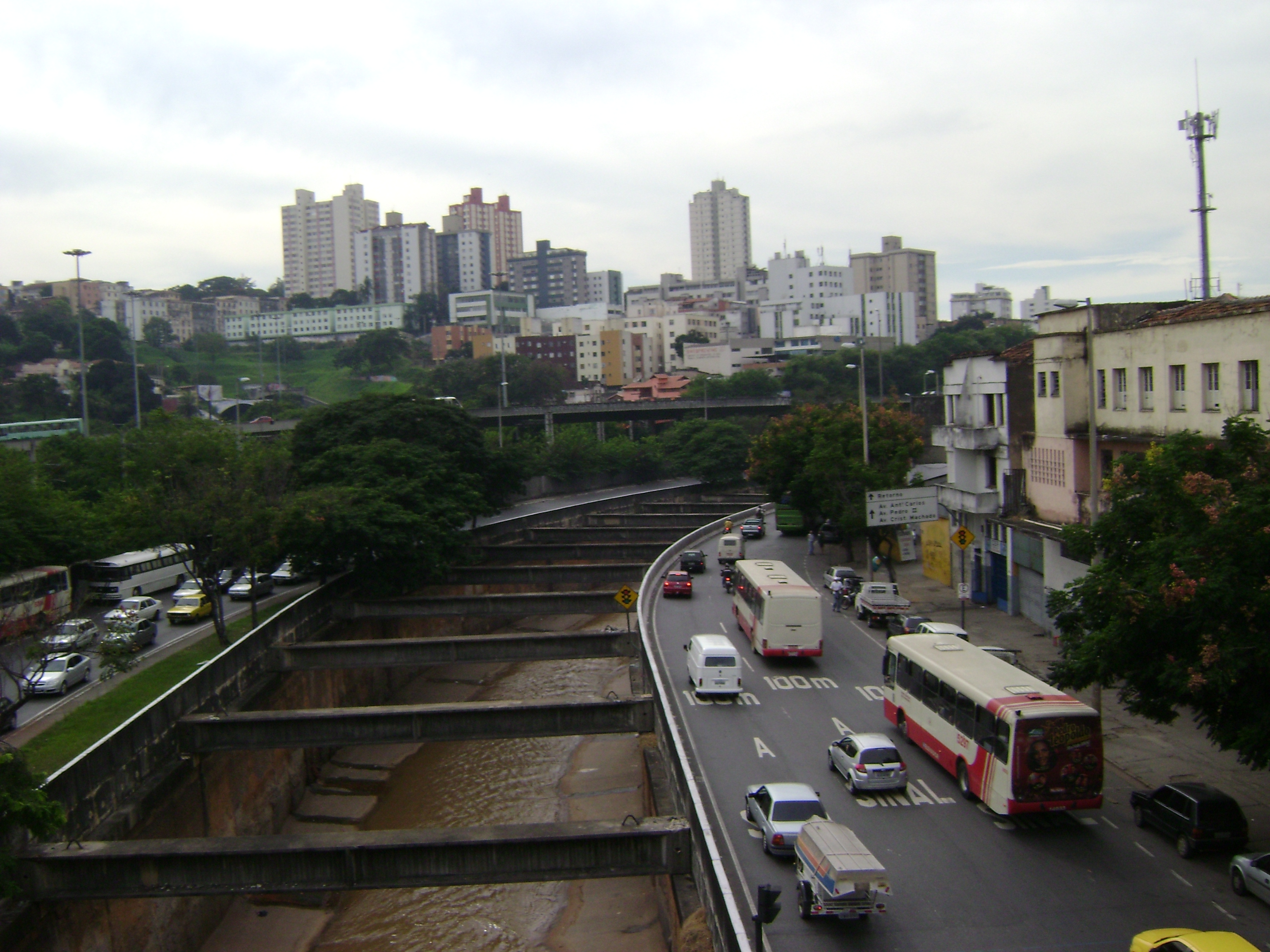
O Arrudas na região central
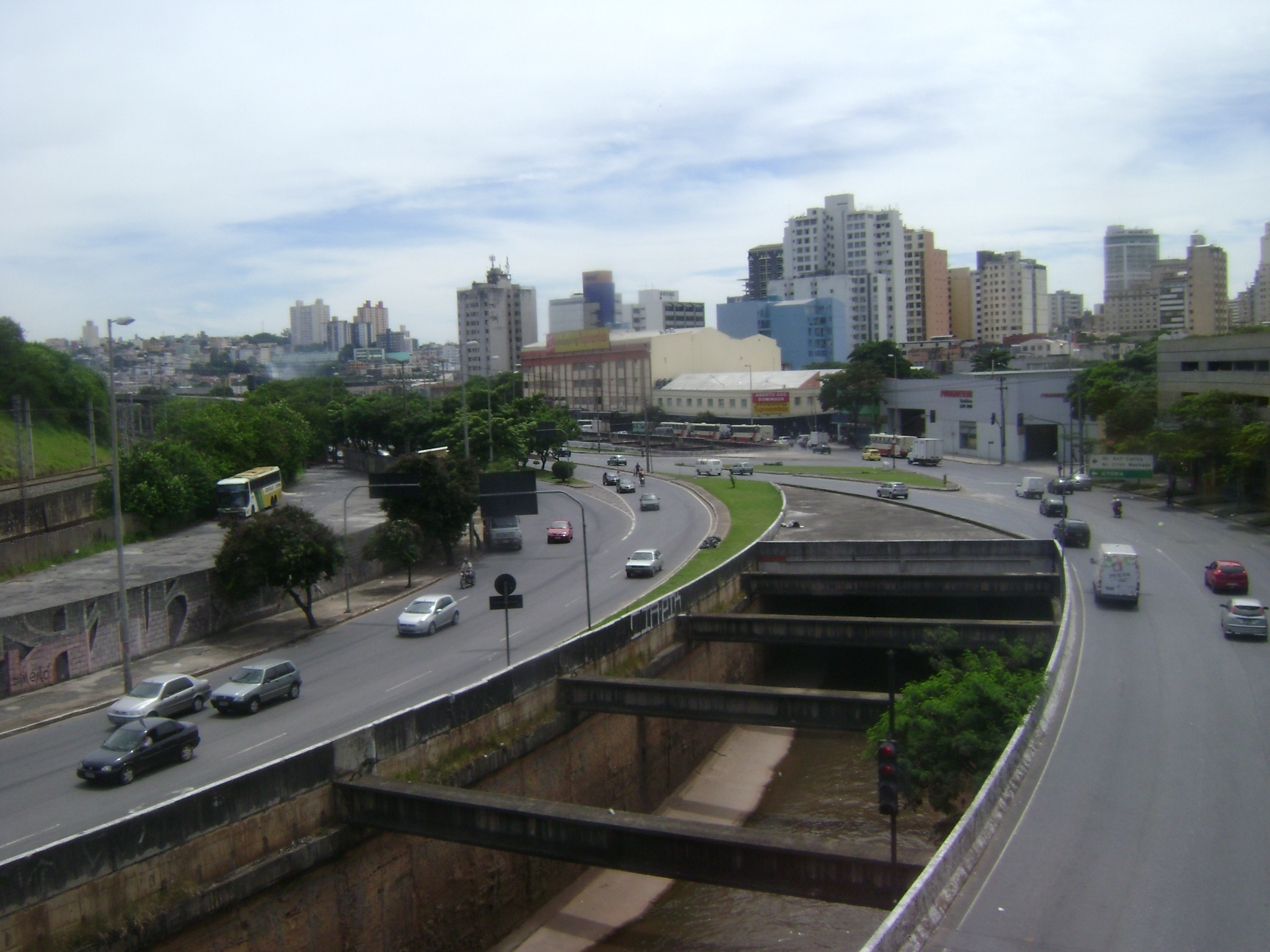
O Arrudas entrando por baixo da avenida do Contorno, visto do viaduto Castelo Branco
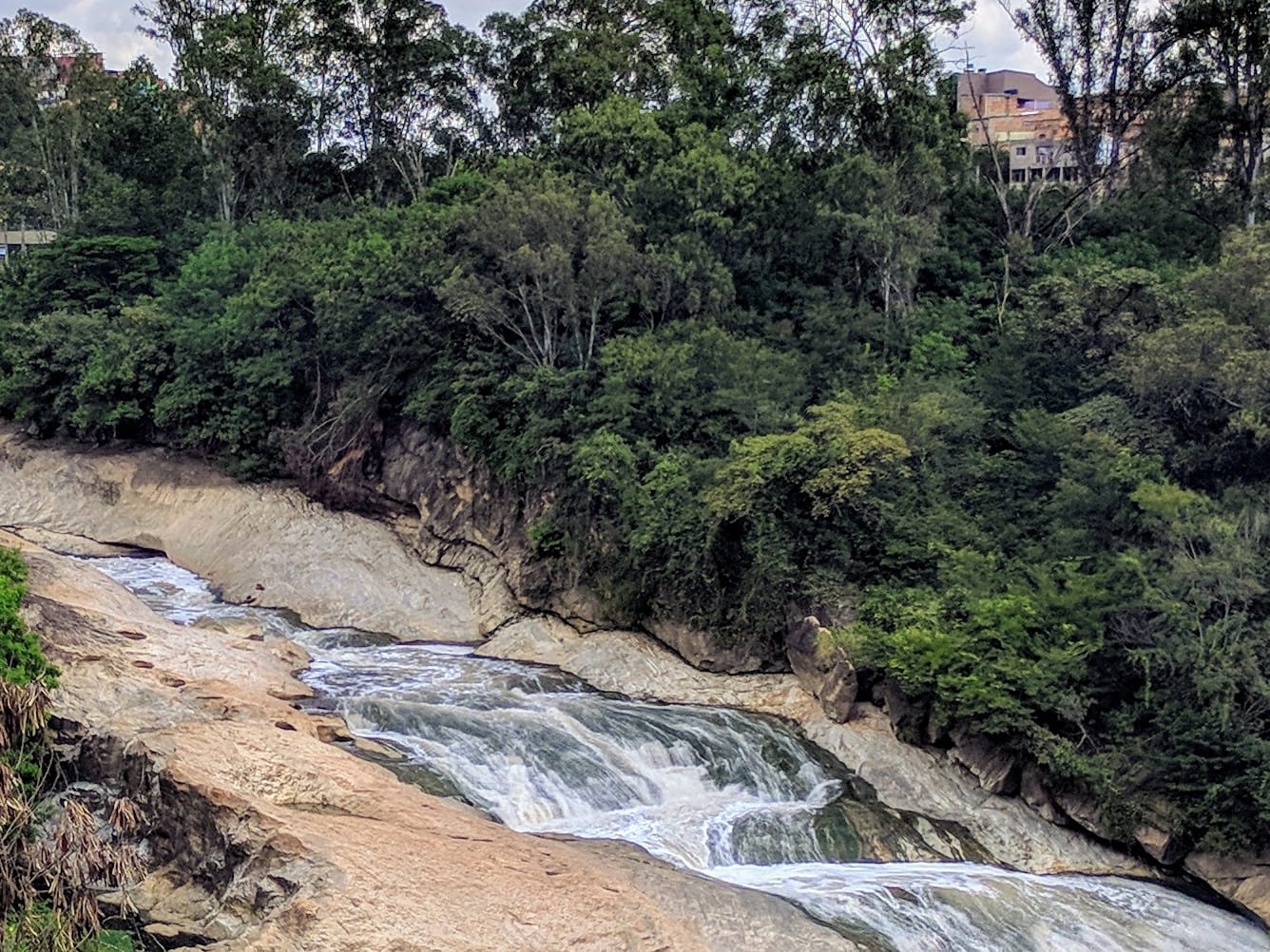
Arrudas no final da Avenida dos Andradas